# Pomadasys taeniatus
Pomadasys taeniatus és una espècie de peix de la família dels hemúlids i de l'ordre dels perciformes.

## Morfologia
Els mascles poden assolir els 25 cm de longitud total.

## Distribució geogràfica
Es troba al sud de la Península Aràbiga.